# Petenaeaceae
Petenaeaceae é uma família de plantas angiospérmicas (plantas com flor - divisão Magnoliophyta), pertencente à ordem Saxifragales.

## Gêneros
A família Petenaeaceae possui um gênero reconhecido atualmente.
- Petenaea